# Coupe de l'EHF féminine 1998-1999
Navigation
Coupe de l'EHF 1997-1998 Coupe de l'EHF 1999-2000
La Coupe de l'EHF 1998-1999 est la dix-huitième édition de la Coupe de l'EHF féminine, compétition de handball créée en 1981 et organisée par l'EHF.

## Formule
La coupe de l'EHF est aussi appelée la C3. Il faut pour chaque équipe engagée franchir les cinq tours de l’épreuve pour brandir le trophée. Toutes les rencontres se déroulent en matches aller-retour.
La coupe de l'EHF intègre trente-deux équipes qualifiées par leurs fédérations nationales lors des seizièmes de finale.

## Demi-finales
| Date Aller    | Club           | Aller | Total | Retour | Club                 | Date Retour   |
| ------------- | -------------- | ----- | ----- | ------ | -------------------- | ------------- |
| 10 avril 1999 | Tertnes IL     | 25-36 | 51-65 | 26-29  | Viborg HK            | 17 avril 1999 |
| 10 avril 1999 | GKS Piotrkovia | 29-28 | 50-58 | 21-30  | Györi Graboplast ETO | 18 avril 1999 |

## Finale
| Date Aller | Club                 | Aller | Total | Retour | Club      | Date Retour |
| ---------- | -------------------- | ----- | ----- | ------ | --------- | ----------- |
| 9 mai 1999 | Györi Graboplast ETO | 24-21 | 45-49 | 21-28  | Viborg HK | 15 mai 1999 |

## Les championnes d'Europe
| Championne Coupe d'Europe EHF 1999 Viborg HK 2e titre |